# Hongaren
De Hongaren (Hongaars: Magyarok) zijn een nationaliteit en een etniciteit in hoofdzakelijk Centraal-Europa.

## Algemeen
Mensen met de Hongaarse nationaliteit zijn personen die het staatsburgerschap van het land Hongarije bezitten. 92,3% van de mensen met de Hongaarse nationaliteit zijn ook etnisch Hongaar. De etnische Hongaren, op enkele uitzonderingen na spreken het Hongaars als moedertaal, een Finoegrische taal. Niet alle Hongaarstaligen beschouwen zich overigens als etnische Hongaren.
De meeste Hongaren wonen in Hongarije. Aanzienlijke etnische Hongaarse minderheden leven in buurlanden, zoals in Roemenië en in Slowakije. Kleinere etnische Hongaarse groepen leven elders in diaspora. Zo leefden er bijvoorbeeld in Nederland 7.775  Hongaren op 1 januari 2012. Sinds de economische crisis (2008) neemt het aantal Hongaren in Nederland ieder jaar met meer dan 1000 personen toe.  
Veel Hongaren duiden de etniciteit in brede zin aan als het Hongarendom (magyarság), een identiteit die niet objectief is vast te stellen.
De oudst bekende Hongaren waren de leden van de stammenconfederatie die in 896 het Karpatenbekken binnenviel, en van daaruit decennialang plundertochten ondernam. Tijdens en na hun trek naar het Karpatenbekken zijn de Hongaren met andere volken vermengd geraakt, maar hun taal is behouden gebleven.
De Hongaren zelf gebruiken het woord magyar (uitspraak: madjar - meervoud: magyarok). Etnische Hongaren worden dan ook als Magyaren aangeduid.

## Geschiedenis

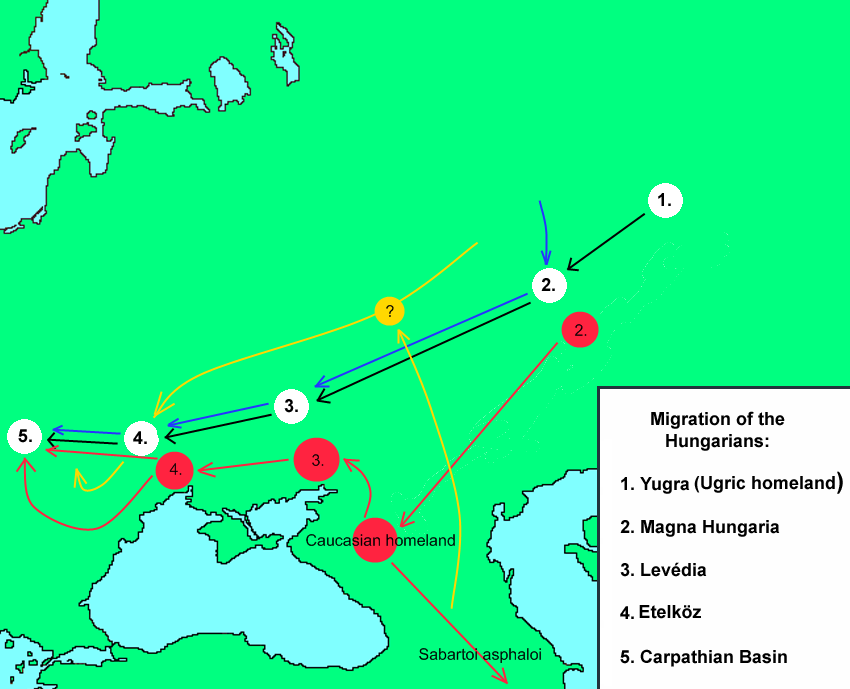
Migratie van de Hongaren vanaf Joegra naar Europa

De vroegste geschiedenis van de historische Hongaren wordt voornamelijk uit linguïstische gegevens afgeleid. Het Hongaars behoort tot de Finoegrische talen, een taalgroep die vermoedelijk oorspronkelijk uit het gebied tussen het Oeralgebergte en Kama stamt. Rond 2000 v.Chr. splitste de groep zich. Een groep, waarvan onder meer het Fins en Estisch afstammen, trok westwaarts. De andere, waaronder de voorlopers van de Hongaren (of in elk geval het Hongaars), de Oegrische talen, bleef in het gebied rond de Oeral. Rond 1000 v.Chr. werd het klimaat warmer. De Oegrisch-sprekenden trokken hierop in twee richtingen. Een helft trok naar het noorden, dit zijn de Chanten (Ostjaken) en de Mansen (Wogoelen). De andere helft trok zuidwaarts naar de steppen tussen het Aralmeer en de Oeralrivier, dit werden de Hongaren.

### Joegra
De Magyaren vestigden in het gebied Joegra, ook bekend als "Magyar Őshaza", het Hongaarse thuisland. In hun nieuwe woongebied namen de Hongaren een seminomadische levensstijl aan. Ze leerden het gebruik van ijzer. 

### Groot-Hongarije
Later werden ze door Bulgaarse Turken westwaarts gedwongen, naar het gebied tussen de Kama en de Wolga, aan de westzijde van de Oeral, in het huidige Basjkortostan. Dit staat bekend als Magna Hungaria, ofwel Magyar Őshaza.

### Levedia
Vanuit Magna Hungaria trokken de Hongaren rond 500 n.Chr. zuidwaarts naar het gebied tussen de Wolga en de Don, naar een gebied dat bekendstond als Levedia. Naast paarden en schapen werden nu ook varkens en rundvee gehouden. Ze begonnen in deze periode ook met bijenhouderij, wijnbouw en verbeterde landbouw door middel van de ploeg. De Hongaren maakten hier deel uit van een grotendeels Turks stammenverband dat als de Onogoeren bekendstaat; van deze naam is de term 'Hongaren' afgeleid (De term 'Magyaren' is een Oegrische term die 'sprekende mensen' betekent). Rond 670 verdween dit stammenverband.
De Hongaren treffen we vervolgens aan in het noordwesten van het Rijk der Chazaren, hoewel er ook in het Onogoerse gebied Hongaren overbleven. Daar werden ze nog in de 13e eeuw door Justinianus gezien, maar werden ze later geassimileerd, vermoedelijk met de Basjkieren.

### Etelköz
Rond 830 wisten ze hun onafhankelijkheid van de Chazaren te bereiken en bewoonden dan eerst het gebied tussen de Dnjepr en de Don, later dat tussen de Don en de Donau. Dit laatste gebied staat bekend als de Etelköz, afgeleid van het Oud-Turkse etil (rivier) en het Hongaars köz (tussen). De Hongaren bestonden in deze tijd uit zeven stammen, Nyék, Megyer, Kürtgyarmat, Tarján, Jenő, Kér en Keszi. Opvallend is dat van deze namen er slechts twee Hongaars van oorsprong zijn, de andere vijf namen zijn Turks. Rond deze tijd stond aan het hoofd van de Hongaren een triumviraat, bestaande uit kende, gyula en harka.

### Naar de Pannonische Vlakte
In 895 werden de Hongaren aangevallen door een ander ruitervolk uit het oosten, de Petsjenegen. Deze werden daartoe kennelijk aangezet door de tsaar van de Bulgaren, met wie de Hongaren in oorlog waren. Het Hongaarse leger vocht in het zuiden tegen de Bulgaren, en tegen de Petsjeneegse aanval waren ze daarom nauwelijks beschermd. Vele Hongaarse dorpen werden verwoest. De Hongaren, samen met de drie stammen van de Kabaren die zich bij hen hadden aangesloten, vertrokken hierop in 895-896 onder leiding van gyula Árpád uit hun land, over de Karpaten, richting de Pannonische vlakte. Die werd in die tijd betwist tussen het Oost-Frankische Rijk, het Bulgaarse Rijk en Moravië, maar Moravië was slechts zwak en voor de andere twee was het slechts een uithoek. Het was voor de Hongaren dan ook niet moeilijk het gebied in bezit te nemen.

De Pannonische vlakte schurkte aan tegen de koninkrijken Groot-Moravië, Oost-Frankenrijk en het Eerste Bulgaarse Rijk

De lokale, merendeels Slavische bevolking, bleef in het gebied en ging in het Hongaarse volk op. In 900 breidden de Hongaren hun gebied westwaarts uit door de hele Pannonische vlakte in te nemen, langs de Donau en haar zijrivier de Tisza. In 902 voegden de Hongaren de bosrijke omgeving van Wenen bij hun gebied. Niet veel later kwam daar ook nog Transsylvanië bij.
Vanuit hun nieuwe woongebied vielen de Hongaren dikwijls gebieden in Europa aan, vooral Oost-Francië. Ze waren gewoonlijk ingehuurd door een van de Europese vorsten tegen diens vijanden, maar het eerste doel was toch het vergaren van buit. Gewoonlijk werden de vijanden gedwongen tot het betalen van schatting aan de Hongaarse heersers. Aanvankelijk waren de Hongaren door hun originele tactieken vrijwel onoverwinnelijk: de troepen waren beweeglijk en vielen daardoor vrijwel altijd onverwacht aan. Daarnaast werd, als er toch een nederlaag dreigde, een terugtrekking gesimuleerd, om vervolgens de vijand, die in de achtervolging zijn samenhang verloor, alsnog aan te vallen en te verslaan. De eerste dergelijke aanval was al in 899 in dienst van keizer Arnulf van Karinthië tegen Italië.
Later kwamen hun rooftochten tot aan Denemarken, Andalusië, Rome en Constantinopel. De Rooms-Duitse keizer Hendrik I onderhandelde over een negen jaar durende wapenstilstand, kwestie van een leger te verzamelen om de Hongaren te verslaan bij Riade (933). De Hongaarse invallen begonnen opnieuw, maar zijn opvolger Keizer Otto I de Grote wist het leger massaal in te zetten om de Hongaren definitief te verslaan in de slag op het Lechveld (955). Nadien eindigden de Hongaarse aanvallen op het Heilige Roomse Rijk.
Naar de Balkan (tegen Bulgarije en het Byzantijnse Rijk) gingen ze nog enige tijd langer door, maar na 970, toen de Hongaren de Kievse prins Svjatoslav I in een mislukte aanval op Byzantium gesteund hadden, waren ze ook daar voorbij.

## Hongaarse staatsvorming
Na de dood van kende Kurszán nam gyula Árpád diens status over, en hij slaagde erin de titel voor zijn nageslacht te bezetten. Árpáds kleinzoon Taksony begon de transformatie van de Hongaren van een stammenverband naar een echt rijk. Taksonys zoon Géza zette een belangrijke stap door zichzelf en de Hongaren te laten dopen, waarbij Hongarije zich aansloot bij het westelijke christendom. Hij stichtte zijn hoofdstad in Esztergom aan de Donau. Géza's zoon Stefanus I van Hongarije maakte de transformatie van Hongarije van stammencollectie tot een gecentraliseerde, autocratisch geregeerde, christelijke staat definitief.
In het jaar 1000 werd hij met toestemming van paus Silvester II tot apostolisch koning van Hongarije gekroond. Volgens de overlevering werd Stefanus I gekroond met de Stefanskroon, genoemd naar zijn patroonheilige, de heilige Stefanus.

## Hongaren in Nederland
Op 1 januari 2020 woonden er 16 833 Hongaren in Nederland. Ten opzichte van 2000 is dit een groei met ruim 15 400. In het jaar 2000 woonden er 1 385 Hongaren in Nederland.

## Trivia
Het meest westelijk gelegen Hongaarstalige dorpje, Felsőszölnök is het enige dat binnen de huidige grenzen van Hongarije ligt. De meest noordelijke Hongaarstalige dorpjes liggen in Slowakije (Maťovské Vojkovce) en Debraď (Hongaars: Debrőd), het zuidelijkst gelegen dorpje was eerst Skorenovac (Székelykeve) in Servië, later ontdekte men het meest oostelijk- en zuidelijk gelegen dorpje met een Hongaarstalige meerderheid in Roemenië: Oituz in de gemeente Lumina, Constanța.

## Bekende en beroemde Hongaren
- Endre Ady, dichter
- Géza Anda, pianist
- Oszkár Asbóth, uitvinder
- Gábor Babos, voetballer (keeper NAC Breda en N.E.C. Nijmegen)
- Donát Bánki, uitvinder
- Robert Bárány, Nobelprijswinnaar voor de Fysiologie of Geneeskunde
- Béla Bartók, componist
- Zsolt Baumgartner, autocoureur
- Éva Besnyő. fotografe
- Ottó Bláthy, elektrotechnicus, uitvinder
- Georg von Békésy, Nobelprijswinnaar voor de Fysiologie of Geneeskunde
- László Bíró, uitvinder
- Ottó Bláthy, elektrotechnicus
- János Bolyai, wiskundige
- Béla Bollobás, wiskundige
- Robert Capa, fotograaf
- Tony Curtis (Bernard Schwartz), acteur
- Tivadar Kosztka Csontváry, schilder
- Tamás Darnyi, zwemmer
- Ferenc Deák, politicus
- Miksa Déri, elektrotechnicus
- Ernő Dohnányi, componist
- Károly Doncsecz, meester van de volkskunst
- Antal Doráti, dirigent en componist
- Balázs Dzsudzsák, voetballer (Oud aanvaller PSV Eindhoven)
- Krisztina Egerszegi, zwemster
- László Egyed, geofysicus
- Emmerik van Hongarije, troonpretendent, heilige
- Loránd Eötvös, wiskundige
- Paul Erdős, wiskundige
- Ferenc Erkel, opera-componist
- Péter Esterházy, schrijver
- Gabriel Fehervari, zakenman
- László Fejes Tóth, wiskundige
- Iván Fischer, dirigent
- Péter Forgács, fotograaf, mediakunstenaar en filmmaker
- Géza Frid, componist
- Milton Friedman, Nobelprijswinnaar van de Zweedse Rijksbank voor economie
- Ferenc Fricsay, dirigent
- Frank Furedi, socioloog
- Dennis Gabor, Nobelprijswinnaar voor de Natuurkunde
- Zsa Zsa Gábor, actrice
- Daniel Carleton Gajdusek, Nobelprijswinnaar voor de Fysiologie of Geneeskunde (gedeeld)
- Karl Goldmark, componist
- Marcel Grossmann, natuurkundige
- Alfréd Haar, wiskundige
- Alfréd Hajós, zwemmer
- John Harsanyi, Nobelprijswinnaar van de Zweedse Rijksbank voor economie  (gedeeld)
- Maximilian Hell, astronoom
- Herskó Ferenc, Nobelprijswinnaar voor de Scheikunde (gedeeld)
- György Hevesy, scheikundige
- Gyula Horn, politicus
- Miklós Horthy, politicus
- Krisztián Horváth, kunstenaar
- Paul von Jankó, pianist, muziekpedagoog, ingenieur
- Ányos Jedlik, natuurkundige, uitvinder
- Mór Jókai, schrijver
- Attila József, dichter
- Kálmán Kandó, elektrotechnicus, uitvinder
- Rudolf Emil Kálmán, elektrotechnicus, wiskundige
- Theodore von Kármán, werktuigbouwkundige, natuurkundige
- André Kertész, fotograaf
- Imre Kertész, schrijver
- József Kiprich, voetballer
- András Kocsis, diplomaat
- Péter Fülöp Kocsis. metropoliet van de Hongaarse Grieks-Katholieke Kerk
- Sándor Kocsis, voetballer
- Zoltán Kodály, componist
- Dezső Kosztolányi, schrijver
- Gyula Kőnig, wiskundige
- György Konrád, schrijver
- Lajos Kossuth, politicus
- Ágota Kristóf, schrijfster
- György Kurtág, componist
- Nicholas Kurti, natuurkundige
- Imre Lakatos, wis- en natuurkundige
- Peter Lax, wiskundige
- Philipp Eduard Anton Lenard, Nobelprijswinnaar voor de Natuurkunde
- György Ligeti, componist
- Ferenc (Franz) Liszt, componist
- Lodewijk II van Hongarije, koning
- Imre Makovecz, architect
- Sándor Márai, schrijver
- Dénes von Mihály, natuurkundige
- József Mindszenty, kardinaal
- László Moholy-Nagy, beeldhouwer, fotograaf, ontwerper
- Péter Nádas, schrijver
- Imre Nagy, politicus
- John von Neumann, wiskundige
- George Andrew Olah, Nobelprijswinnaar voor de Scheikunde
- Barbara Palvin, fotomodel, mannequin
- Janus Pannonius, humanist, Neolatijns dichter, diplomaat, bisschop van Pécs
- John Polanyi, Nobelprijswinnaar voor de Scheikunde  (gedeeld)
- Judit Polgár, schaakster
- György Pólya, wiskundige, natuurkundige
- Ferenc Puskás, voetballer
- Tivadar Puskás, uitvinder
- Árpád Pusztai, biochemicus
- Tibor Radó, wiskundige
- Frans II Rákóczi, prins van Transsylvanië, leider van de Hongaarse Opstand (1703)
- István Regőczi, stichter van weeshuizen
- Alfréd Rényi, wiskundige
- Frigyes Riesz, wiskundige
- Marcel Riesz, wiskundige
- Ernő Rubik, wiskundige
- András Schiff, pianist
- Márta Sebestyén, zangeres
- Ignác Fülöp Semmelweis, arts, gynaecoloog
- Georg Solti, dirigent
- Stefanus I van Hongarije, eerste koning, heilige
- Ilona Staller, actrice, politicus
- Magda Szabó, schrijfster
- István Széchenyi, staatsman, zakenman, schrijver, econoom, ingenieur
- Zoltán Székely, violist
- Endre Szemerédi, wiskundige
- Albert Szent-Györgyi, Nobelprijswinnaar voor de Fysiologie of Geneeskunde
- Pál Szinyei Merse, schilder en politicus
- Pál Teleki, politicus, geograaf
- Mária Telkes, natuurkundige
- Edward Teller, natuurkundige
- Kálmán Tihanyi, elektrotechnicus
- László Tisza, natuurkundige
- Charles de Tolnay, kunsthistoricus
- Annelies Törös, fotomodel, mannequin, Miss België 2015
- Victor Vasarely, beeldend kunstenaar
- Mihály Vörösmarty, dichter
- Abraham Wald, wiskundige en econoom
- Albert Wass, schrijver, dichter
- Elie Wiesel, Nobelprijwinnaars voor de Vrede
- Eugene Wigner, Nobelprijswinnaar voor de Natuurkunde (gedeeld)
- Sándor Wladár, zwemmer
- Franz Xaver von Zach, astronoom
- Károly Zipernowsky, elektrotechnicus, uitvinder
- Richard Zsigmondy, Nobelprijswinnaar voor de Scheikunde